# لوئیس اسکیدمور
لوئیس اسکیدمور (به انگلیسی: Louis Skidmore) (تولد: ۱۸ آوریل ۱۸۹۷، درگذشت: ۲۷ سپتامبر ۱۹۶۲) یک معمار آمریکایی بود. او یکی از تاسیس‌کنندگان و مهندسین اسکیدمور، اوینگز و مریل و دریافت‌کننده مدال طلای ای‌آی‌ای بود.